# Municipio de Ángel Albino Corzo
El municipio de Ángel Albino Corzo es uno de los 124 municipios del estado de Chiapas, México. Forma parte de la Región de la Fraylesca. Su cabecera es la localidad de Jaltenango de la Paz.
Recibe su nombre en honor al político y militar chiapacorceño, Ángel Albino Corzo. Cuenta con 28 883 habitantes según el censo de población del año 2000; la altitud promedio, de la cabecera municipal, sobre el nivel del mar es de 648 m. Las actividades económicas predominantes son la agricultura, la producción de café para la exportación (su producción mayoritaria es la denominada de "altura" y en los últimos años los productores del aromático intensifican la explotación del café orgánico, que tiene actualmente mayor aceptación en el mundo) y la ganadería.

## Historia
El 12 de octubre de 1925, un grupo de campesinos provenientes de Montecristo de Guerrero, perteneciente al Distrito de la Libertad, solicitan las tierras de la finca Jaltenango para crear la cabecera municipal de un nuevo municipio.
El 19 de marzo de 1927, se dota al nuevo asentamiento humano con tierras ejidales y particulares y es erigido en pueblo naciendo así la cabecera municipal del naciente municipio de Ángel Albino Corzo; el gobernador del estado era el general Carlos A. Vidal.
En 1933 se crea por decreto presidencial y por la gestión de sus habitantes, el municipio con el nombre de Ángel Albino Corzo, en honor al liberar chiapaneco Don Ángel Albino Corzo (1816-1875). Es de importancia hacer la reseña biográfica de este insigne chipaneco quién vio la luz primera el 1 de marzo de 1816. Sus padres fueron don Francisco Corzo y doña María del Carmen Castillejos, hechos ocurridos en Chiapa Nandalumí o Chiapa de los Indios, hoy Chiapa de Corzo, en honor a su hijo predilecto, Ángel Albino Corzo.

### Biografía de Don Ángel Albino Corzo
Sus estudios primarios los realizó en su ciudad natal; los secundarios y preparatorios en Tuxtla Gutiérrez. No terminó ninguna carrera porque su padre quería que fuera eclesiástico, en tanto que él deseaba ser abogado. Don Pancho lo envió a Tabasco para que se encargara de sus negocios; pero como fracasó, lo metieron a los rudos trabajos de la agricultura, como castigo, a ver si así optaba por la carrera eclesiástica. Ángel Albino Corzo realizó sus trabajos agrícolas con vocación, y a la vez le sirvieron para darse cuenta de las injusticias de que eran víctimas los trabajadores.
Ángel Albino Corzo empezó adquirir perfiles nacionales desde que se adhirió al Partido Liberal para combatir al dictador Antonio López de Santa Anna. Fue presidente municipal de su pueblo en 1846. Gestionó y logró la creación del Departamento Político de Chiapa. Fue tesorero general del Estado, cargo en el que dio grandes muestras de capacidad y honorabilidad.
Podemos resumir la obra de Ángel Albino Corzo diciendo que fue el más fiel y convencido juarista del sureste de la República; Juárez era luminaria liberal del país, Corzo era antorcha y guía en el sureste. Como diputado fue un reformador social, como militar fue un valiente defensor de la integridad nacional. Proclamó en Chiapas el Plan de Ayutla, en solemne declaración que dice:
“Es voluntad de estos pueblos que dicho plan tenga riguroso cumplimiento en el Estado de Chiapas”. La solemne declaración decía también: “Proclaman gobernador provisional al honrado ciudadano don Ángel Albino Corzo”.
El 20 de octubre de 1855 asumió el cargo de gobernador del estado, el cual desempeñó con acierto y patriotismo, siendo tres las normas principales de su administración:
- Evitar la anarquía.
- Consolidar la paz.
- Mantener inviolables las garantías.

El gobernador Ángel Albino Corzo dio mayores recursos a la Universidad Literaria; en su época se fundó la Escuela Normal de San Cristóbal. Defendió la integridad territorial, frenando las pretensiones expansionistas de Tabasco y no permitió la segregación del Soconusco. Abrazó con entusiasmo y fervor patrio la Constitución Federal de 1857, e hizo que sus tesis libertarias y sociales quedaran incluidas en la Constitución local, promulgada un año después.
Las Leyes de Reforma tuvieron en Ángel Albino Corzo a uno de los más firmes defensores, con lo cual Chiapas consolidó su prestigio dentro del liberalismo. Fue un gran impulsor de la educación, afirmando que debía ser un derecho para todos. Su espíritu de servicio fue demostrado en toda ocasión.
La fortaleza de sus convicciones liberales fue la mejor garantía del acierto de su administración. Su lealtad a las instituciones nacionales se plasmó en una Constitución liberal. Proclamó e hizo cumplir las Leyes de Reforma. Nacionalizó los bienes del clero. Se preocupó por la impartición de justicia y expidió la ley relativa. Su interés por las clases humildes fue demostrado con la fundación de un internado indígena en San Cristóbal. Liberó al estado de Tabasco de los usurpadores y reinstaló al gobierno legítimo. El Congreso del Estado lo declaró Benemérito de Chiapas. Ángel Albino Corzo es presencia permanente en las mejores luchas por la libertad de los pueblos. (DATOS TOMADOS DE WWW.BIBLIOTECACHIAPAS.GOB.MX)

### Fundación del municipio
El pueblo de Ángel Albino Corzo es fundado en los terrenos pertenecientes al entonces municipio de Montecristo de Guerrero; de la finca Jaltenango, propiedad de la familia Velasco Balboa, y afectando parte de los terrenos del municipio de la Concordia; el poblado de Montecristo de Guerrero pasó a ser una de las comunidades pertenecientes al naciente municipio; a partir de la fundación del pueblo de Ángel Albino Corzo, que se ubica entre los ríos Jaltenago y Limón, este se yergue como cabecera municipal.
Fue en el periodo en que el estado estuvo gobernado por el Dr. Manuel Velasco Suárez, cuando se pretendió cambiar el nombre del municipio, el gobierno del estado determinó que se llamaría "Jaltenago de la Paz", quizás en recuerdo de la finca Jaltenango, que cedió, por mandato superior, sus tierras para la fundación del nuevo poblado, y que esta había sido de sus padres. El 6 de agosto de 1973 el gobierno de Chiapas impone arbitrariamente el nombre de "Jaltenago de la Paz" al municipio que por decreto presidencial se llamó, desde su fundación: Ángel Albino Corzo
,
El 16 de mayo de 1980 el gobernador de Chiapas, Don Juan Sabines Gutiérrez (1979-1982), decreta el regreso del nombre original del poblado, él que siempre se ha denominado Ángel Albino Corzo.
En 1983 para efectos del Sistema de Planeación se ubica en la Región IV denominada "Frailesca".
Atendiéndose políticas públicas para el desarrollo económico, cultural  y social, siendo gobernador del estado de Chiapas el licenciado Roberto Armando Albores Guillén, segregó, en 1999 parte del territorio del municipio de Ángel Albino Corzo, para fundar el nuevo municipio de Montecristo de Guerrero, con cabecera municipal en el mismo poblado de Montecristo de Guerrero.

## Toponimia
Este tema se abordará, únicamente para ilustrar, en razón de que la palabra "Jaltenango" no tiene ya ninguna relación o significancia con la cabecera y el municipio de Ángel Albino Corzo, los cuales desde 1999, ostentan el mismo nombre.
La palabra "Jaltenango" es de origen náhuatl,  Xalli= arena; Teotl, que quiere decir “dios, sagrado, divinidad; y Tenamitl, “muralla, cerco, albarrada” y el sufijo co, “en”; lo que se traduce en "En la muralla divina de arena" o "Lugar sagrado amurallado de arena".

## Áreas Naturales protegidas
El municipio cuenta con 13,730.13 has., de áreas naturales protegidas, que representa el 22.97% de la superficie municipal y 1.06% del territorio estatal.
Abarca porciones de la Reserva de la Biosfera "El Triunfo" la cual está constituida principalmente por bosque mesófilo de montaña, 10,337.47 has., de esta reserva se ubican en este municipio, representando el 17.30% del territorio municipal.
En el municipio también se encuentran parte de la Zona Sujeta a Conservación Ecológica "Pico el Loro-Paxtal" formada principalmente por bosque de coníferas (pino-encino), 3,277.88 has., de esta reserva se ubican en el municipio, representando el 5.48% del territorio municipal; asimismo abarca una porción del Área Natural y Típica "La Concordia Zaragoza" formada principalmente por pastizales y herbazales (pastizal inducido), 114.78 has., de esta reserva se ubican en el municipio, representando el 0.19% de la superficie municipal

## Demografía

### Localidades
En el censo de 2020 el municipio de Ángel Albino Corzo contaba con 91 localidades.
| Código INEGI      | Localidad                       | Población (2020) |
| ----------------- | ------------------------------- | ---------------- |
| 070080001         | Jaltenango de la Paz            | 11 875           |
| 070080016         | Nueva Palestina                 | 4 295            |
| 070080023         | Querétaro                       | 2 515            |
| 070080007         | Francisco I. Madero             | 2 126            |
| 070080735         | Ciudad Rural Ángel Albino Corzo | 2 109            |
| 070080015         | Nueva Independencia             | 1 357            |
| Otras localidades | Otras localidades               | 7 670            |
| Total municipal   | Total municipal                 | 31 947           |

### Religión
Católica: 12 177, Protestante: 1 429, Bíblica no evangélica: 1 989, Judaica: 1, Otra: 8, Sin religión: 2 913. Fuente: INEGI 2000.

## Relaciones Internacionales

### Hermanamientos
La ciudad de Jaltenango de la Paz está hermanada con 0006 ciudades alrededor del mundo
- San Marcos Ayutla (2016)[13]
- San Marcos La Blanca (2016)
- San Marcos Catarina (2016)
- San Marcos Ocos (2016)
- San Marcos Malacatan (2016)
- Quetzaltenango Coatepeque (2016)